# HD 40979 b
HD 40979 b — це екзопланета, обертається навколо зорі HD 40979. Відкриття цієї планети стало можливим завдяки спостереженням, проведеним в обсерваторіях Лік та Кек, а також фотометричним дослідженням в обсерваторії Фейрборн. Астрономи помітили невеликі зміни в яскравості зорі HD 40979, що могло свідчити про наявність великої планети, яка впливає на свою зорю своїм гравітаційним полем.
HD 40979 b належить до класу газових гігантів, подібних до Юпітера, але, значно масивніша. Це означає, що вона не має твердої поверхні, а складається переважно з водню та гелію. Планета була відкрита у 2002 році астрономкою Деброю Фішер, яка досліджувала вплив гравітації цієї планети на її материнську зорю.